# Ятимата
Ятимата (яп. 八街市 Ятимата-си) — город в Японии, находящийся в префектуре Тиба. Площадь города составляет 74,87 км², население — 70 688 человек (1 августа 2014), плотность населения — 944,14 чел./км².

## Географическое положение
Город расположен на острове Хонсю в префектуре Тиба региона Канто. С ним граничат города Тиба, Сакура, Томисато, Тогане, Самму и посёлок Сисуи.

## Население
Население города составляет 70 688 человек (1 августа 2014), а плотность — 944,14 чел./км². Изменение численности населения с 1980 по 2005 годы:
| 1980 | 31 939 чел. |  |
| 1985 | 37 532 чел. |  |
| 1990 | 50 036 чел. |  |
| 1995 | 65 218 чел. |  |
| 2000 | 72 595 чел. |  |
| 2005 | 75 735 чел. |  |

## Символика
Деревом города считается Osmanthus fragrans.